# Klasický mor prasat
Klasický mor prasat (též mor prasat) je vysoce nakažlivé virové onemocnění prasat (domácích i divokých) s vysokou morbiditou i mortalitou. Onemocnění se manifestuje horečkou, hemoragickou diatézou, postižením centrálního nervového systému, potraty, či atypickou formou bez příznaků.

## Původce
Původcem je RNA virus rodu Pestivirus z čeledi Flaviviridae. Virus měří 40 nm, je antigenně jednotný a je velmi podobný příbuznému pestiviru způsobující slizniční chorobu skotu.

## Epizootologie
K viru jsou vnímavé všechny kategorie prasat bez rozdílu věku, přičemž mladá prasata a divoká prasata jsou vnímavější. Zdrojem viru je nemocné zvíře (často divoké prase), veškeré jatečné produkty ze zpracovaní nakažených prasat, včetně zmraženého vepřového masa. Virus je vylučován u prasat všemi sekrety a exkrety do vnějšího prostředí, kde je virus velmi odolný, pokud se nachází v biologické materiálu. Virus se přenáší často pomocí vektorů, jimiž jsou potkani, člověk, ptáci nebo krev sající členovci. Virus proniká též přes placentu, dochází tak přenosu z matky na plod. Při šíření moru prasat na velké vzdálenosti hraje klíčovou roli člověk. Maso v podobě salámů (např. čabajky) dovezené ze zahraničí a zkrmené prasatům (jako zbytky) bývá mnohdy příčinou zavlečení nákazy a vzniku epizootie [zdroj?].

## Klinické příznaky

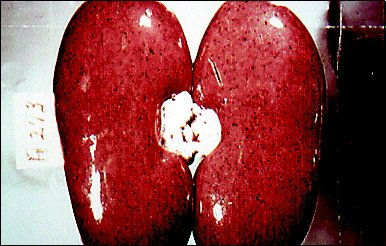
Tečkovité krváceniny na ledvinách prasat infikovaných KMP

* Perakutní forma – prasata hynou hromadně bez příznaků, až 100 % mortalita.
- Akutní forma – horečka až 42 °C, překrvení sliznic, krváceniny na všech sliznicích i na kůži, nechutenství, zácpa , průjem, dušnost, nervové příznaky: křeče, ochrnutí končetin, kapří hřbet (= vyhrbení páteře nahoru), plovací pohyby (prasata leží na boku a kopou končetinami, což připomíná pohyby při plavání); zmetání.
- Chronická forma – méně výrazné klinické příznaky, poruchy dýchacího a trávicího traktu, vyhublost, úhyn.
- Atypická forma – mírný zdlouhavý průběh bez podezření na mor, průjmy, dýchací potíže, poruchy CNS.

## Diagnostika
V ČR je národní referenční laboratoř pro klasický mor prasat na Státním veterinárním ústavu v Jihlavě, kam se zasílají vzorky na vyšetření (konkrétně celé prase do hmotnosti 50 kg nebo vzorek z mandlí, plicní mízní uzliny, sleziny, ledviny, mozku a kosti).
Metody diagnostiky:
- Přímá imunofluorescence – průkaz viru v tkáňových řezech.
- Nepřímá imunofluorescence – průkaz protilátek.
- ELISA.
- PCR real time test – tzv. genetická sonda

## Terapie a prevence
Terapie se neprovádí (vyhlášení ohniska a utracení všech zvířat v ohnisku, viz níže). Ve všech zemích EU a většině dalších zemích je očkování zakázáno. Prevence spočívá v ochraně státu před zavlečením a důsledných hygienických opatřeních v chovech prasat. Při výskytu moru prasat se označí pozitivní chov jako ohnisko nákazy, vymezí se 3 km ochranné pásmo (obvykle území celé obce) a pásmo surviellence (10 km) . Všechna zvířata v zasaženém chovu se musí utratit, ve vymezených pásmech platí daná pravidla dle zákona 166/1999 Sb.[nedostupný zdroj]a příslušných vyhlášek. Při výskytu moru u divokých prasat se vymezuje tzv. pásmo zamoření (katastr obce, kde byl pozitivní jedinec odloven či nalezen uhynulý) a pásmo ochranné (dle migrační vzdálenosti divokých prasat: 30–40 km).